# 남이초등학교 (충북)
남이초등학교는 대한민국 충청북도 청주시에 있는 공립 초등학교이다.

## 학교 연혁
- 1922.10.24 설립인가
- 1923.10.22 남이공립보통학교 개교
- 1938.04.01 남이공립심상소학교로 개칭
- 1941.04.01 남이공립국민학교로 개칭
- 1990.03.01 구암국민학교 편입
- 1992.07.01 구암분교 폐교로 학구 일부 편입
- 1996.03.01 남이초등학교로 개칭
- 2012.03.01 외천초등학교 편입
- 2013.03.01 제 34대 신화섭 교장 부임
- 2015.02.12 제 89회 졸업식 (6937명)

## 참고 자료
- 남이초등학교 - 한국교육학술정보원 학교알리미